# 4044 Ерікгоґ
4044 Ерікгоґ (4044 Erikhøg) — астероїд головного поясу, відкритий 16 жовтня 1977 року.
Тіссеранів параметр щодо Юпітера — 3,208.